# Samuel Morrison
Samuel Thomas Harper Morrison (26 de marzo de 1990) es un deportista filipino que compite en taekwondo. Ganó una medalla de bronce en los Juegos Asiáticos de 2014 en la categoría de –74 kg.

## Palmarés internacional
| Juegos Asiáticos | Juegos Asiáticos        | Juegos Asiáticos  | Juegos Asiáticos |
| Año              | Lugar                   | Medalla           | Categoría        |
| ---------------- | ----------------------- | ----------------- | ---------------- |
| 2014             | Incheon (Corea del Sur) | Medalla de bronce | –74 kg           |